# إلي فور
إلي فور (بالفرنسية: Élie Faure) هو مؤرخ وطبيب وكاتب فرنسي، ولد في 4 أبريل 1873 في Sainte-Foy-la-Grande ‏ في فرنسا، وتوفي في 30 أكتوبر 1937 في باريس في فرنسا.

## وصلات خارجية
- إلي فور على موقع إن إن دي بي (الإنجليزية)